# 沃爾諾瓦哈滅門案
2023年10月27日晚，俄羅斯軍隊的两名士兵闖入烏克蘭頓涅茨克州沃爾諾瓦哈的一戶民居后殺害九人，死者中包括2名分別為5歲和9歲的兒童。案发地于俄罗斯入侵乌克兰期间被俄罗斯军队占领。同年10月30日，俄羅斯聯邦偵查委員會逮捕了俄罗斯合同兵安东·索波夫和斯坦尼斯拉夫·劳，他们对罪行供认不讳。

## 背景
沃爾諾瓦哈是烏克蘭頓涅茨克州城市，離州首府頓涅茨克約50公里和亞速海沿岸城市馬里烏波爾約65公里，其在俄羅斯入侵烏克蘭不久就被俄軍佔領。該市在2022年3月曾發生激烈戰鬥，造成數量不詳的平民傷亡，該市的大部分建築物被損壞。
而由於烏克蘭2023年6月發動反攻，試圖將赫爾松州南部和扎波羅熱州的俄軍一分為二，使該市的補給更加困難。
據俄语独立媒体《重要故事》消息來源指，被殺害的卡普卡內茨一家是親俄派，支持俄羅斯入侵烏克蘭。

## 謀殺案

### 遇害者
2023年10月28日晚，烏克蘭沃爾諾瓦哈市一處私人住宅大樓內發現9人死亡，死者包括2名兒童，他們躺在床上，頭部有槍傷。
遇害人為屋主愛德華·卡普卡內茨，商人，副業是釀製和販賣私酒、他的妻子特佳娜、他們的兒子安德里和奧歷山大、安德里的妻子娜塔莉亞和他們的兩個孩子——初中生阿納斯塔西婭和4歲的米基塔。奧歷山大的妻子凱特琳娜和她19歲的弟弟德米特羅·哈廷斯基也被殺害。當地居民稱，由於特佳娜於10月27日生日，多名家庭成員前來探望。

### 過程
根據不同的來源，謀殺案發生於10月27日或10月28日，2至3名兇手在深夜凌晨兩點騎著摩托車抵達犯罪現場，攜帶夜視鏡和帶有消音器的武器。遇害人在床上和睡夢中被槍殺。根據謀殺案現場照片顯示，牆上有血跡，在房子裡發現的一些彈殼，「顯然來自軍用物資」。據遇害者親屬向俄羅斯軍事Telegram頻道《VChK-OGPU》稱，謀殺案發生後，房子沒有被搶劫，但水喉被開啟，房屋地板被水淹沒。報導引用犯罪專家指，兇手的移動策略非常類似戰鬥團體在清理房屋時的標準行動。
根據烏克蘭和俄羅斯調查人員的報告，對於兇手的來自地點有不同的說法，烏克蘭根據初步報告稱其來自車臣，而俄羅斯在調查後則稱其來自遠東。多份媒體報導稱，謀殺案發生前夕，身著軍裝、沒有識別標誌的「卡德羅夫的手下」與其中一名受害者安德烈發生了爭吵。烏克蘭監察員德米特里·魯比涅茨根據初步信息稱，「卡德羅夫的手下」試圖侵佔平民住所。
俄语独立媒体《重要故事》報導指謀殺案確實涉及到車臣人：「他們說，白天有個車臣人來找他們買酒時要求賖帳不果。『我想喝點烈酒，不是買，而是拿，就像我們在保護你一樣。』然而，他被拒絕了，隨之爆發了一場大聲爭論和威脅。當晚，這名車臣人和他的朋友等待到大家入睡後，來到了這個家，越過院子的籬笆，為烈酒事件報仇。」謀殺案發生後，俄軍高級軍官到達犯罪現場時試圖迫使鄰居保持沉默。

## 逮捕和審判
10月30日，俄羅斯調查委員會宣佈逮捕2名嫌疑犯。其報告指2人是來自遠東的俄軍，為合同兵。據俄媒引用的俄羅斯Telegram軍事頻道指，嫌疑犯騎的是一輛罕見的摩托車，這使得能快速識別出來。報導指憲兵搜查嫌疑犯房屋時發現同款摩托車，嫌疑犯立即投案自首並對謀殺案供認不諱，稍後第二名嫌疑犯同被逮捕。執法部門消息人士指，謀殺案的動機可能是涉嫌販賣私酒而引起衝突，兇手使用了帶有消音器的卡拉什尼科夫突擊步槍，總共發射了約80發子彈。

### 兇嫌
據俄媒引用俄羅斯軍事Telegram頻道指，兇手為21歲的安東·索波夫（呼號「化學家」）和28歲的斯坦尼斯拉夫·勞，2人都是太平洋艦隊第155海軍陸戰旅的軍人，也是俄羅斯入侵烏克蘭期間的「風暴」戰隊成員。
索波夫出生於濱海邊疆區霍羅利區雅羅斯拉夫斯基村；勞來自阿爾泰地區，畢業於沃夫奇欽理工學院，其在堪察加彼得巴甫洛夫斯克當了大約7年的汽車修理工。他在陸軍特種部隊偵察部隊中服役時軍階為中士，媒體根據其在社交媒體的照片，指勞曾在軍事情報部門服役。勞在2023年3月加入瓦格納集團作僱傭兵，他與妻子簽署在當地簽訂了一份合同，參與俄羅斯入侵烏克蘭。而索波夫和勞本身有債務問題，且兩人的父親各自因參與2016年對烏克蘭的敵對行動和其他罪行而被烏克蘭和俄羅斯通輯及定罪。頻道指，他們是模範軍人，有關他們的故事被拍攝電視劇目。2023年8月，堪察加邊疆區行政长官弗拉基米尔·索洛多夫曾親自接見他們。而他們還陪同州長訪問戰區，而索洛多夫則與索波夫合照。
在審訊中，嫌犯索波夫和勞聲稱他們計劃只殺死侮辱他們的愛德華和奧歷山大2人，但「他們在黑暗中無法認出受害者」，「意外射殺」了另外7人。